# Août 1793

## Événements
- France : première vague de profanations des tombeaux de la basilique Saint-Denis.

- 1er août : adoption du système métrique en France. La Convention adopte le système métrique decimal provisoire, 443.44 lignes de la "toise du Pérou". Il remplace les unités de mesure de l'Ancien Régime.
- 6 - 8 août : première destruction des tombeaux de la nécropole de Saint-Denis[1].
- 8 août, France :
  - Lyon se révolte contre la Convention montagnarde;
  - décret de fermeture de toutes les Académies.
- 9 août, France : 
  - Pierre Jadart Dumerbion est nommé général en chef de l'Armée d'Italie;
  - début du siège de Lyon, fin le 9 octobre.
- 10 août, France : 
  - inauguration du Musée du Louvre.
  - Bataille du château d'Aux

- 12 août, France : le département de Vaucluse est créé.
- 14 août, France : troisième bataille de Luçon

- 15 août, France : démission de Garat et remplacement par Paré à l'Intérieur.
- 23 août, France : levée en masse de la population masculine.
- 24 août, France : Grand livre de la dette publique de Pierre Joseph Cambon.
- 26 août, France : bataille de La Roche-sur-Yon.
- 26 au 31 août : bataille de Vertou.
- 29 août :
  - révolte de Toulon, qui va se donner aux Britanniques. Début du siège de Toulon;
  - Léger-Félicité Sonthonax signe un décret d'abolition de l'esclavage au nom de la France. Plus de 15 000 blancs fuient la révolution haïtienne et deviennent les réfugiés français de Saint-Domingue en Amérique. Bon nombre d'entre eux débarquent à Philadelphie. Cependant, les citoyens de la ville ne savent pas que certains des réfugiés souffrent de la fièvre jaune ; l'épidémie de fièvre jaune de 1793 tuera dix pour cent de la population de Philadelphie. La crainte de contracter la maladie entraine des milliers de personnes à se sauver de la ville et le commerce est pratiquement arrêté[2].

## Naissances
- 19 août : Elisha Mitchell (mort en 1857), géologue américain.

## Décès
- 28 août : Adam Philippe Custine, général français guillotiné sur ordre du tribunal révolutionnaire(° 4 février 1740).
- 28-29 août : François Rozier (né en 1734), botaniste et agronome français.